# Théodore Ducos
Théodore Ducos, född 22 augusti 1801 i Bordeaux, död 17 april 1855, var en fransk politiker och skeppsredare. Han var brorson till Jean-François Ducos.
Ducos var skeppsredare i Bordeaux, blev deputerad 1834 och tog aktiv del i den liberala oppositionen mot Ludvig Filip I. Efter februarirevolutionen anslöt han sig till Ludvig Napoleon och var sjöminister från 1851 till sin död och blev senator 1853. Ducos bidrog verksamt till ångdriftens införande i skeppsfarten och vinnlade sig om utvecklingen av Frankrikes kolonialväsen, särskilt i Senegal och Nya Kaledonien. Han upprättade i Cayenne en deportationskoloni för straffångar.